# Gerhold Hinrichs-Henkensiefken
Gerhold Hinrichs-Henkensiefken, geboren Gerhold Hinrichs (* 16. Mai 1955 in Osteraccum) ist ein deutscher Politiker (FDP).

## Leben
Hinrichs wurde im ostfriesischen Dorf Osteraccum geboren und erlangte 1974 das Abitur am Gymnasium im Nachbarort Esens. Im Anschluss leistete er seinen Wehrdienst in Wildeshausen und Oldenburg. Ab 1975 arbeitete als Verwaltungsangestellter und wissenschaftliche Hilfskraft. Im April 1980 begann er ein Studium der Wirtschaftswissenschaften an der Universität Oldenburg. Zum Zeitpunkt seines Abschlussexamens im September 1987 kam er für die FDP als Nachrücker in die Hamburgische Bürgerschaft (13. Wahlperiode).
Hinrichs-Henkensiefken ist seit über 45 Jahren als Mitglied der FDP aktiv, unter anderem war er Schatzmeister und Bezirksvorsitzender. Im April 2003 wurde er zu einem der beiden Stellvertreter des Landesvorsitzenden Reinhard Soltau gewählt. Später war er Stellvertreter von Rolf Salo. Nachdem Salo überraschend zurückgetreten war, wurde Hinrichs-Henkensiefken am 20. Februar 2012 zum kommissarischen Landesvorsitzenden der FDP Hamburg gewählt. Im März trat er als parteiinterner Gegenkandidat von Sylvia Canel an, diese setzte sich jedoch knapp gegen ihn durch und wurde neue Parteivorsitzende. Nach dem Rücktritt von Ralf Lindenberg auf Grund von Differenzen mit Canel wurde Hinrichs-Henkensiefken im Juni 2012 zum Schatzmeister der FDP Hamburg gewählt. Als Canel sich bei der Wahl zur Landesvorsitzenden im März 2013 erneut (diesmal gegen Katja Suding) durchsetzte, zog sich Hinrichs-Henkensiefken ebenso wie die beiden Partei-Vize aus dem Landesvorstand zurück. Auf dem Landesparteitag im Frühjahr 2017 wurde er zum stellvertretenden Landesvorsitzenden gewählt und übte dieses Amt bis Frühjahr 2021 aus. Am 1. November 2021 wurde er vom Landesparteitag zum Ehrenmitglied der FDP Hamburg ernannt.
Hinrichs-Henkensiefken arbeitete bis zu seinem Eintritt in den Ruhestand als wissenschaftlicher Mitarbeiter im Dienst der Stadt Hamburg. Für die Behörde für Bildung und Sport war er unter anderem bis 2004 als Leiter der Präsidialabteilung tätig. Zuletzt leitete er in der Behörde für Inneres und Sport die Abteilung für Ministerielles, Projektmanagement und Aufgabencontrolling des Landessportamts (LSP 1).